# Fontenilles
Fontenilles (okzitanisch: Fontanilhas) ist eine französische Gemeinde mit 5869 Einwohnern (Stand: 1. Januar 2022) im Département Haute-Garonne in der Region Okzitanien. Sie gehört zum Arrondissement Muret und ist Mitglied im Gemeindeverband Le Grand Ouest Toulousain. Die Einwohner werden Fontenillois(es) genannt.

## Geografie

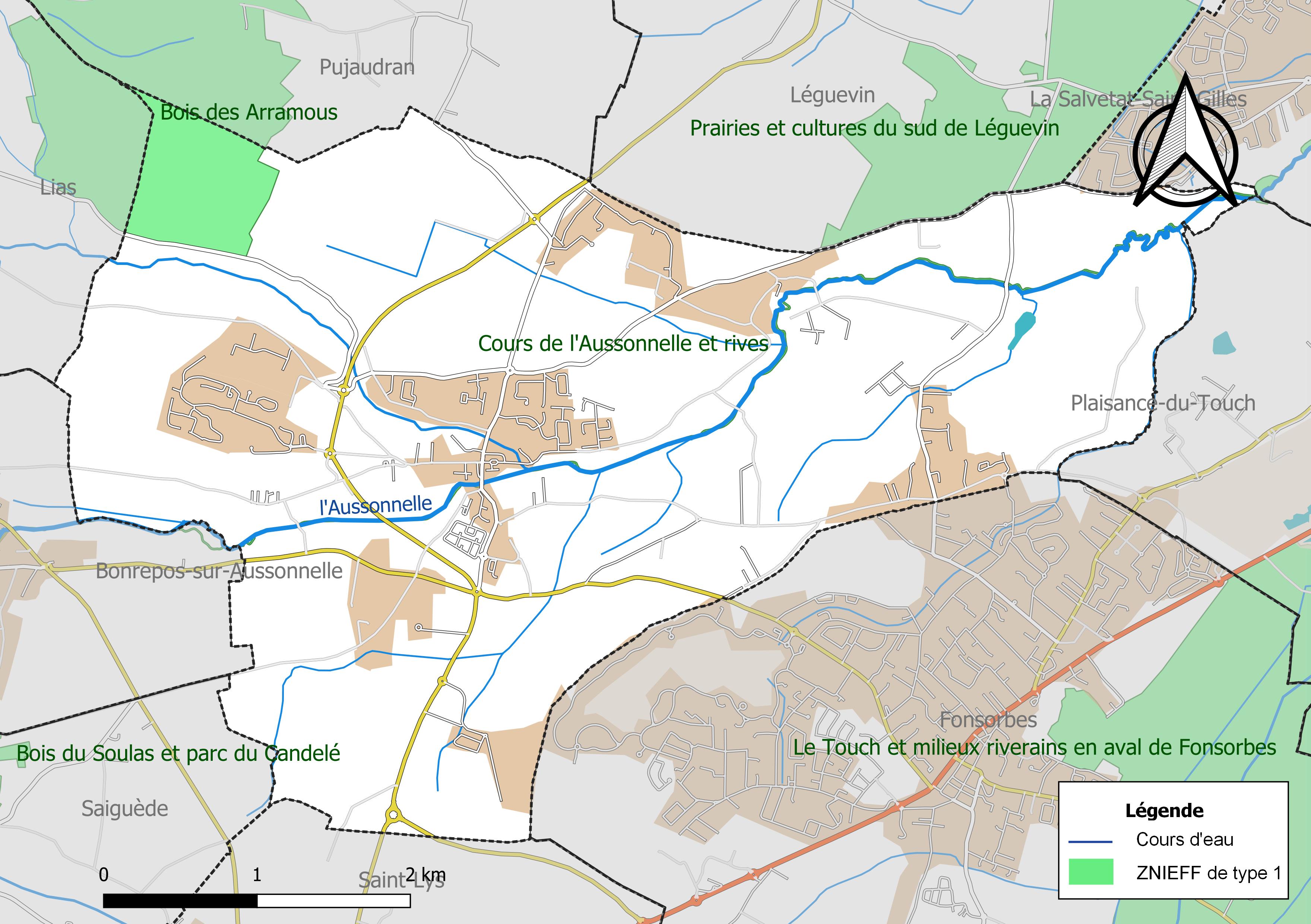
ZNIEFF-Naturzonen und Hydrografie der Gemeinde

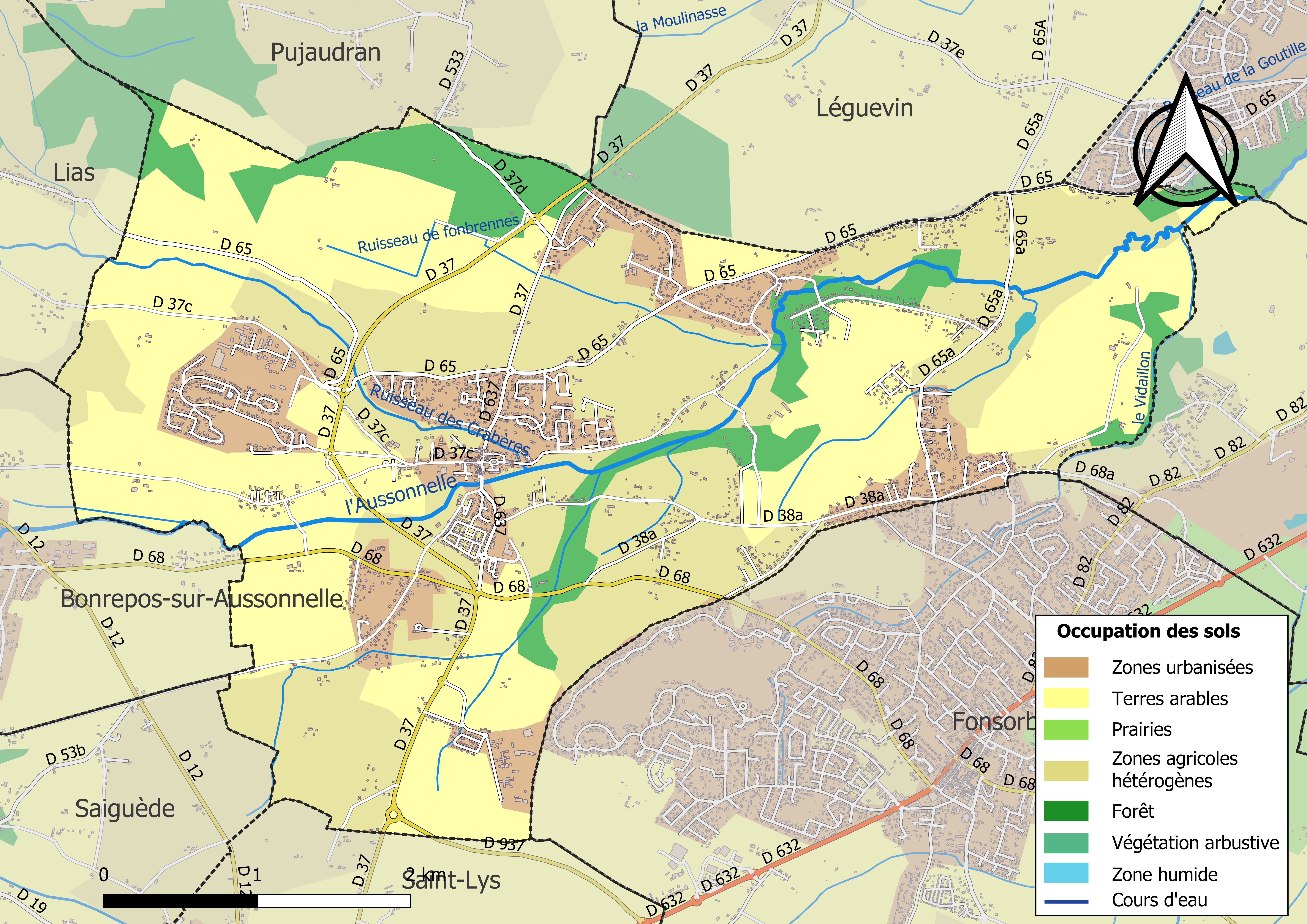
Bodennutzung, Hydrografie und Infrastruktur der Gemeinde (2018)

Fontenilles liegt in der historischen Provinz Savès und in der Région naturelle des Pays toulousain, etwa 21 Kilometer südwestlich von Toulouse an der Aussonnelle. Die Gemeinde liegt im Einzugsgebiet der Garonne und wird neben der Aussonnelle, die  das Gemeindegebiet von West nach Ost durchquert, vom  Ruisseau des Crabères, vom Vidaillon, vom Ruisseau de Fonbrennes und verschiedenen kleineren Bächen entwässert.
Das Gebiet von Fontenilles ist Teil der ZNIEFF-Naturzonen „Cours de l'Aussonnelle et rives“ (730030457) und „Bois des Arramous“ (730030470). Etwa 73 % der Fläche der Gemeinde werden landwirtschaftlich genutzt, etwa 8 % sind bewaldet.
Fontenilles wird umgeben von den Nachbargemeinden Pujaudran und Léguevin im Norden, La Salvetat-Saint-Gilles im Nordosten, Plaisance-du-Touch im Osten, Fonsorbes im Südosten, Saint-Lys im Süden, Saiguède im Südwesten, Bonrepos-sur-Aussonnelle im Westen und Liars im Nordosten.

## Geschichte
Der Ursprung des Landes ist ziemlich alt und die ersten Lebenszeichen (10. Jahrhundert) gehen auf den Beginn des Mittelalters zurück, als die Johanniter, die Mönche von Gimont, die Seigneurs von Verfeil und später die Seigneur von La Roche sich Ländereien, Rechte und Steuern teilten.
Das Dorf war Teil des Comminges, der Kastellanei Muret und der Diözese Toulouse. Ab dem 14. Jahrhundert ließen sich die Barone von La Roche-Fontenilles nieder und wurden Seigneur der Gemeinde und einiger umliegender Dörfer. Sie spielen eine wichtige Rolle in den Kreuzzügen, Hugenottenkriegen, Napoleonischen Kriegen und Konflikten des 20. Jahrhunderts. Im Jahr 1352 errichtete Gaillard de La Roche in Fontenilles den Sitz seiner Gerichtsbarkeit Saint-Flour, befestigte die Stadtmauern und baute sein Schloss, das während der Französischen Revolution (1793) geplündert wurde.
Im Jahr 1483 erhielten die Einwohner die ersten Zoll- und Privilegien, die 1556 von Philippe de La Roche-Fontenilles bestätigt wurden. Letzterer wird zusammen mit seinem Schwiegervater, Marschall de Monluc, im Widerspruch zu den Anweisungen des Edikts von Nantes die Verteidigung des Landes gegen die Hugenotten organisieren. Großtaten, die König Ludwig XIV. dazu veranlassten, die Baronie Fontenilles als Markgrafschaft zu erheben. Während seines Besuchs in Toulouse im Jahr 1533 heiratete er zum zweiten Mal Paule de Viguier. 1793 ins Exil geschickt, kehrten die Seigneurs von La Roche nach Frankreich zurück und ließen sich in der Picardie (Schloss von Rambures) nieder. Mit ihrer Rückkehr wurden sie die verschiedenen Gemeinden mit Klagen überhäuft, die zu den Höhepunkten der Gemeinde im 19. Jahrhundert wurden.

## Bevölkerungsentwicklung

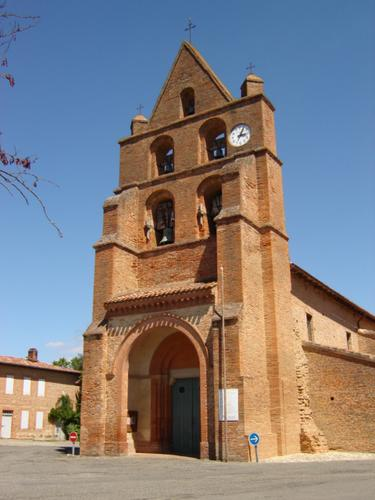
Kirche Saint-Martin

| Jahr                      | 1962 | 1968 | 1975 | 1982 | 1990 | 1999 | 2006 | 2013 | 2020 |
| Einwohner                 | 426  | 528  | 1215 | 1791 | 2262 | 2920 | 3440 | 5189 | 5872 |
| Quelle: Cassini und INSEE |      |      |      |      |      |      |      |      |      |

## Sehenswürdigkeiten
- Kirche Saint-Martin mit Glockengiebel, zwischen 1512 und 1542 im gotischen Stil erbaut, seit 1979 als Monument historique eingeschrieben

## Verkehr
Die Gemeinde liegt fernab größerer Verkehrsachsen. Die nachgeordneten Departementsstraßen 37, 37C, 65 und 68 stellen Verbindungen zwischen den Weilern und zu benachbarten Gemeinden her. Zwei Buslinien der regionalen Transportgesellschaft liO verbinden die Gemeinde mit Toulouse, Rieumes und Sabonnères.